# Videomarketing
Videomarketing, auch Web Video Marketing genannt, ist eine spezielle Form des Online-Marketings, um unter Einsatz von Videos im Internet PR-, Marketing- und Verkaufsbotschaften auf eigenen oder fremden Internetseiten zu präsentieren. Es ist weniger werblich als das Online Video Advertising, welches die aggressivere Form des Marketings ist. Videomarketing nutzt das Internet als Distributionskanal. Das bedeutet, ein Video wird dabei auf möglichst viele Videoplattformen hochgeladen, bzw. auf Seiten mit redaktionell gepflegten Video-Inhalten platziert (z. B. als Video Ad auf Community-Websites, Unternehmen-Websites, Social- & Casual Games u. v. m.).
Zum einen sollen damit zusätzliche Anreize geschaffen werden, um
- die Besucherzahl, sowie
- die Verweildauer der Besucher auf der beworbenen Website zu erhöhen.

Zum anderen wird Videomarketing gezielt eingesetzt
- zur Markenführung,
- für die Pressearbeit,
- zur Neueinführung von Unternehmen, Marken und Produkten,
- um Produktverkäufe zu erhöhen, beispielsweise in dem Produktvorteile im Video dargestellt wird,
- um die Kundenbindung zu festigen, etwa mit Videoanleitungen und Tutorials und
- um auf fremden Internetseiten für das eigene Angebot zu werben.
- um mit Bewegtbild eine möglichst gute Suchmaschinenposition zu erlangen.

In Abgrenzung zum Viral Marketing kommen im Video Marketing häufiger Inhalte zum Einsatz, welche den Absender klar erkennen lassen (Branded Content).
Die dazu erstellten Videos werden für das Abspielen in ein internettaugliches Videoformat gewandelt. War früher das Flash-Format noch der Standard, so wurde es mittlerweile abgelöst durch MPEG-4 (codiert in H.264) oder Quicktime MOV Formate.
Mit Videomarketing hat sich eine Disziplin etabliert, die sehr hohe Reichweiten fast ohne Streuverlust zu günstigen Konditionen verwirklicht (zumindest im Vergleich zu klassischen Medien wie z. B. TV).
Wichtiger Aspekt dabei ist die Erfolgsanalyse, das Monitoring der Videobeiträge. Neben den üblichen Kennziffern wie Anzahl der Abrufe, Google-Analytics- oder Alexa-Auswertungen (Länder, Suchbegriffe, verweisende Webseiten etc.) und Verweildauer, d. h. wie lange werden die Videobeiträge betrachtet, sollten weitere aussagefähige Informationen zur Erfolgskontrolle der Videobeiträge ausgewertet werden. Hierfür kann auch der abspielende Webplayer die notwendigen Daten liefern. Insbesondere beim Einsatz von interaktiven Funktionen wie das Einblenden von Textinformationsdiensten, Votings. interne Verlinkungen zu anderen Beiträgen oder externe Links zu Social Media Networks ist ein Monitoring sinnvoll, um das Benutzerverhalten und die Wirkung der ausgelösten Events zu beurteilen und zu optimieren. Webplayer liefern diese Daten dem Webseitenbetreiber über alle Events und bieten somit die Möglichkeit, Änderungen am Videobeitrag selbst (wenn die Verweildauer auf dem Clip zu gering ist), oder an den flankierenden interaktiven Funktionen vorzunehmen.

## Videomarketing unter Einbezug der Zielgruppe
Eine abgewandelte Form des Videomarketings setzt einen Rollentausch zwischen Werbesender und Werbeempfänger voraus. Ist es beim herkömmlichen Videomarketing üblich, dass das Unternehmen seine Marketingbotschaft versendet, so ist in dieser Form des Videomarketings der Nutzer selbst, als Teil der Zielgruppe, Produzent und Regisseur des Videospots.
Das Unternehmen stellt durch Anreize wie zum Beispiel Gewinnspiele lediglich den Markenkern in Form seines Produkts, bzw. seiner Dienstleistung in den Fokus der Betrachtung. Der Nutzer und Konsument setzt sich hiermit auseinander und kreiert selbst einen Videospot. Die Videobotschaft dieses Spots hat i. d. R. das Produkt oder die Dienstleistung, sowie die entsprechende Handhabung oder deren Vorteile zum Kern.
Das beworbene Unternehmen erreicht durch die Verwendung dieser Marketingvariante für seine beworbenen Produkten und Dienstleistungen eine deutlich erhöhte Akzeptanz bei seiner Zielgruppe, da die Videobotschaft praktisch von der Zielgruppe selbst erstellt wurde und somit einer glaubhaften Empfehlung entspricht.

## Videomarketing im Social-Media-Bereich
Das Videomarketing erfährt in letzter Zeit besondere Aufmerksamkeit im Social-Media-Bereich. Da die Menschen der reinen Werbeform immer kritischer gegenüberstehen, verzichten „Werbende“ immer mehr auf die klassische Werbung, also Posts die als Werbung, beispielsweise in Instagram, gekennzeichnet sind. Anstatt also ein Video zu erstellen und es mit einem Budget zu bewerben, veröffentlicht man das Video dann lieber über seinen eigenen Instagram-Account. Dadurch wird das Video nicht als Werbung gekennzeichnet und fügt sich so im Feed der User besser ein.
Voraussetzung ist hier natürlich eine große Anzahl an Followern, da nur diese das Video in ihrem Feed zu sehen bekommen.
Besonders Youtube als größte Videoplattform der Welt eröffnet Unternehmen ein großes Potenzial um Kunden anzusprechen, denn Videos werden direkt an die Zielgruppe ausgespielt. Auch Facebook bietet eine Autoplay-Funktion, mit der Videoclips automatisch abgespielt werden. Dadurch erhöht sich die Wahrscheinlichkeit, dass sich Nutzer die Filme anschauen und mit ihren Freunden und Bekannten teilen. Auch Instagram hat diesen Trend erkannt und wird in den nächsten Monaten und Jahren ebenfalls eine ernstzunehmende Alternative für Video Marketing. Besonders die relativ neue Funktion IGTV ist ein strategischer Schritt von Instagram in Richtung Videoplattform.